# QB64
QB64 (раніше QB32) — багатоплатформовий відкритий діалект мови Basic, сумісний зверху вниз з Microsoft QBasic і QuickBASIC. Є компілятором, що генерує нативні виконувані файли для Windows (починаючи з Windows XP), Linux або MacOS. Розповсюджується на умовах GPL/LGPL.
Робота з графікою в QB64 реалізована поверх OpenGL і для basic-програміста зберігає сумісність з графічним режимом старого QuickBasic, що дозволяє компілювати з допомогою QB64 старі ігри, написані на QB, такі як Gorillas. Порівняно з вихідним бейсіком від Microsoft, QB64 підтримує роботу з графічним екраном будь-якої роздільної здатності, роботу з зображеннями в різних форматах, наприклад, PNG, відтворення музики в різних форматах, включаючи mp3, відображення векторних шрифтів, підтримку мережі і т. п.

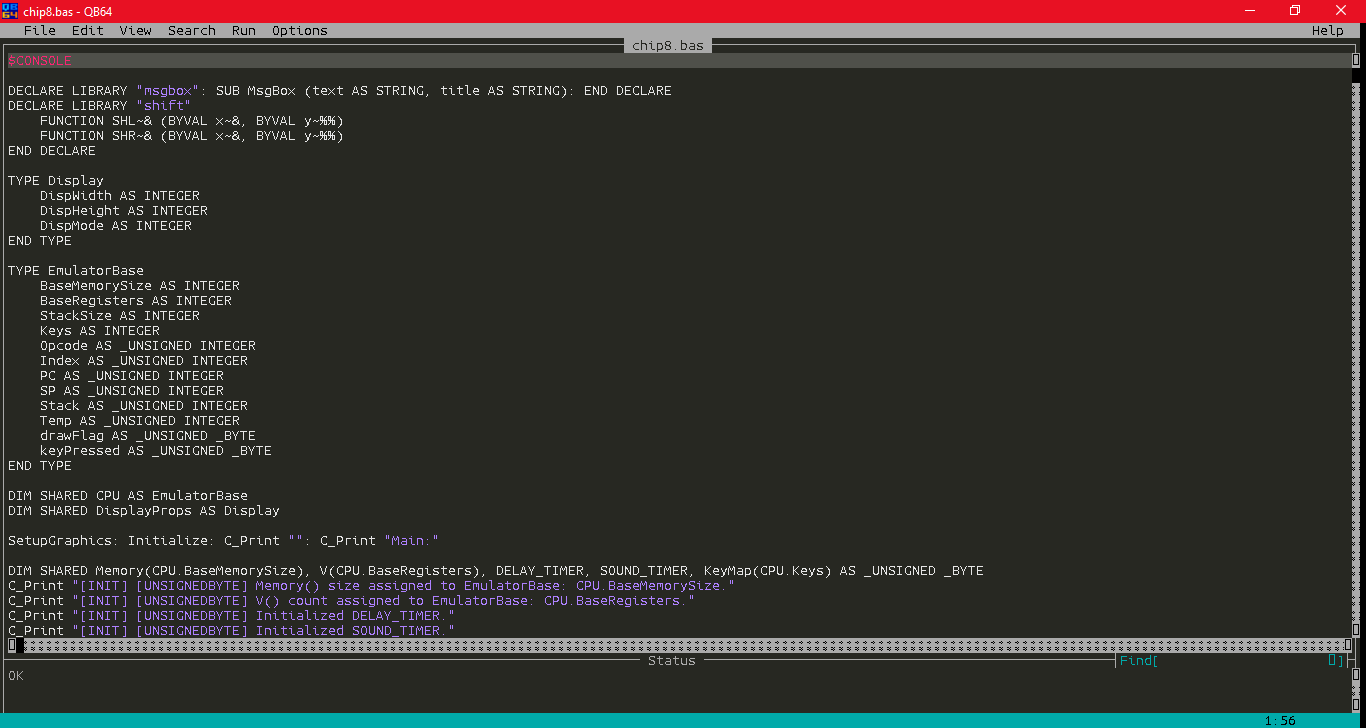
IDE QB54

До складу QB64 включене просте середовище IDE, аналогічне тому, що поставлялося з QuickBasic. При компіляції як проміжне представлення використовує мову C з наступною генерацією виконуваних файлів за допомогою GCC. Покрокове налагодження програм, написаних на QB64, можливе за допомогою зовнішнього відладчика vWATCH64.
Ведеться також розробка InForm: надбудови над QB64, що забезпечує WYSIWYG побудову GUI-інтерфейсу в стилі Visual Basic. 9 листопада 2018 року випущена 8-а бета-версія цього конструктора.